# 1917 na televisão

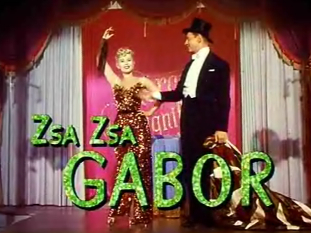
Zsa Zsa Gabor

## Nascimentos
| Data            | Nome              | Profissão                              | Nacionalidade   | Observações | Ref    |
| --------------- | ----------------- | -------------------------------------- | --------------- | ----------- | ------ |
| 6 de fevereiro  | Zsa Zsa Gábor     | atriz e socialite                      | Áustria-Hungria | m. 2016     | [ 1 ]  |
| 11 de fevereiro | Sidney Sheldon    | novelista e roteirista                 | Estados Unidos  | m. 2007     | [ 2 ]  |
| 23 de março     | Wálter Forster    | ator, diretor e autor de telenovelas   | Brasil          | m. 1996     | [ 3 ]  |
| 29 de abril     | Celeste Holm      | atriz                                  | Estados Unidos  | m. 2012     | [ 4 ]  |
| 5 de maio       | Dalva de Oliveira | cantora e compositora                  | Brasil          | m. 1972     | [ 5 ]  |
| 31 de maio      | Zilka Salaberry   | atriz                                  | Brasil          | m. 2005     | [ 6 ]  |
| 5 de junho      | Dean Martin       | ator e cantor                          | Estados Unidos  | m. 1995     | [ 7 ]  |
| 18 de junho     | Richard Boone     | ator                                   | Estados Unidos  | m. 1981     | [ 8 ]  |
| 1 de setembro   | Paulo Porto       | ator                                   | Brasil          | m. 1999     | [ 9 ]  |
| 30 de setembro  | Chacrinha         | radialista e apresentador de televisão | Brasil          | m. 1988     | [ 10 ] |

## Mortes
| Data | Nome | Profissão | Nacionalidade | Observações | Ref |
| ---- | ---- | --------- | ------------- | ----------- | --- |